# Reithrodontomys brevirostris
Reithrodontomys brevirostris é uma espécie de roedor da família Cricetidae.
Pode ser encontrada nos seguintes países: Costa Rica e Nicarágua.